# Roland Koch (Fußballtrainer)
Roland Koch (* 28. Oktober 1952 in Osnabrück) ist ein deutscher Fußballtrainer.
Er schloss sein Studium zum Diplomsportlehrer an der Sporthochschule Köln 1982 als Bester seines Jahrgangs mit der Note „sehr gut“ ab. In Anerkennung seiner Leistungen wurde ihm dafür die August-Bier-Plakette überreicht. Während seines Studiums erwarb Koch 1981 die DFB-Fußballlehrer-Lizenz.
Koch begann seine Trainerlaufbahn als Jugendtrainer beim 1. FC Köln. Bei der Beförderung Christoph Daums vom Co-Trainer zum Cheftrainer des 1. FC Köln im September 1986 wurde Koch dessen Assistent. Nach Daums Entlassung im Juni 1990 wurde Koch in seiner Geburtsstadt Trainer des damaligen Zweitligisten VfL Osnabrück, jedoch bereits im Oktober des Jahres freigestellt. Als Christoph Daum einen Monat später Trainer des VfB Stuttgart wurde, holte er Koch zunächst als Spielbeobachter wieder an seine Seite. Seit 1993 war Koch quasi fester Co-Trainer Daums und begleitete ihn in der Folge zu Beşiktaş Istanbul (2×), Bayer 04 Leverkusen, Fenerbahçe Istanbul (2×), bei der Rückkehr zum 1. FC Köln und zuletzt zu einer kurzen Episode 2011 bei Eintracht Frankfurt. Lediglich 2002–2003 ging Koch eigene Wege, als er Trainer des iranischen Vereins Esteghlal Teheran wurde, während Daum den FK Austria Wien trainierte.
Zur Saison 2011/12 ging er – ohne Daum – ein drittes Mal als Co-Trainer zu Besiktas Istanbul. Seit Sommer 2012 ohne Anstellung, wollte er es nach eigenen Angaben noch einmal als Cheftrainer eines deutschen Vereins versuchen, wurde aber zunächst wieder als Co-Trainer in der türkischen Liga tätig, wo er seit Januar 2014 bei Kayseri Erciyesspor unter Vertrag stand. Nach weiteren Stationen in der Türkei und Schweiz war Koch von Juli 2017 bis Juni 2020 Leiter des Nachwuchsleistungszentrums bei Viktoria Köln. Vom 11. Dezember 2017 bis zum 1. Januar 2018 übernahm er interimsweise die Leitung der Profimannschaft.

## Titel und Erfolge
- 1989 Deutscher Vizemeister mit dem 1. FC Köln
- 1990 Deutscher Vizemeister und UEFA-Pokal Halbfinalist mit dem 1. FC Köln
- 1992 Deutscher Meister mit dem VfB Stuttgart
- 1994 Türkischer Pokalsieger mit Beşiktaş Istanbul
- 1995 Türkischer Meister mit Beşiktaş Istanbul
- 1997 Deutscher Vizemeister mit Bayer 04 Leverkusen
- 1999 Deutscher Vizemeister mit Bayer 04 Leverkusen
- 2000 Deutscher Vizemeister mit Bayer 04 Leverkusen
- 2002 Ligapokalsieger und Asien-Champions-League-Viertelfinalist mit Esteghlal Teheran
- 2004 Türkischer Meister mit Fenerbahçe Istanbul
- 2005 Türkischer Meister mit Fenerbahçe Istanbul
- 2006 Türkischer Vizemeister mit Fenerbahçe Istanbul
- 2008 Aufstieg 1. FC Köln in die 1. Bundesliga
- 2010 Türkischer Vizemeister mit Fenerbahçe Istanbul